# Evert Pieter Westerveld

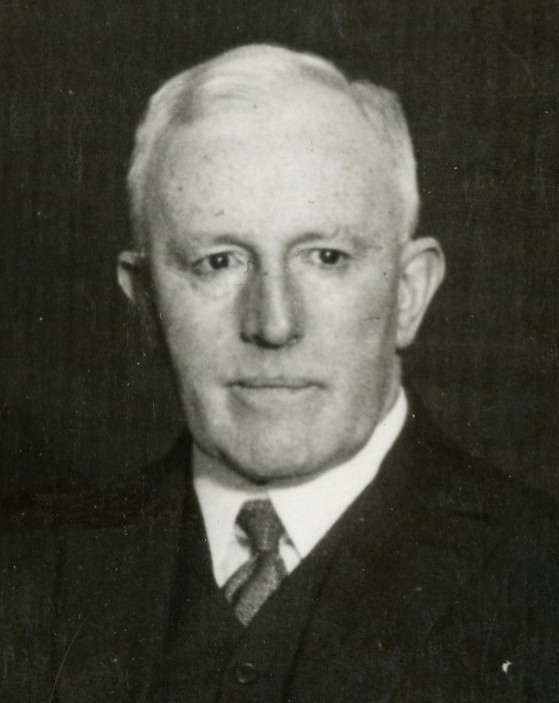
E.P. Westerveld (1931)

Evert Pieter Westerveld (Haarlem, 21 augustus 1873 – IJsselstein, 4 augustus 1964) was een Nederlands officier en politicus. Hij doorliep de HBS te Haarlem, studeerde aan het KIM te Den Helder en diende van 1897 tot 1915 als marineofficier. Van 1915 tot 1918 was hij directeur van de Rijkswerven en van 1918 tot 1922 directeur-generaal van de Posterijen en Telegrafie. In 1922 werd hij als partijloze liberaal minister van Marine in het tweede kabinet-Ruijs de Beerenbrouck. In 1923 verdedigde hij zonder succes de Vlootwet. Na zijn ministerschap was hij lid van tal van adviescommissies van de overheid en bestuurslid van een aantal verenigingen. Van 1927 tot 1929 was hij voorzitter van de AVRO.

## Trivia
Westerveld was de oom van de socialistische politica Hilda Verwey-Jonker